# The Majority Says
The Majority Says ist eine sechsköpfige Indie-Pop-Band aus Schweden.

## Geschichte

### 2005 bis 2011
The Majority Says wurde im Jahr 2005 von Jonathan Lennerbrant, Emil Berg, Mathias Jonasson und Lovisa Negga in Linköping gegründet; damals unter dem Namen Maricon. Im Jahr 2008 wurde der Name der Band auf den aktuellen Bandnamen The Majority Says abgeändert. Zudem wurde die Band in diesem Jahr durch Timo Krantz verstärkt. Im Herbst 2010 einigten sich Lovisa Negga und die restlichen Bandmitglieder darauf, getrennter Wege zu gehen. Bis zu diesem Zeitpunkt nahm The Majority Says vier EPs auf und trat bei drei Talent-Shows auf. Als Ersatz für Lovisa Negga stießen 2011 die Sängerin Hanna Antonsson sowie der Bassist Axel Engström zur Band hinzu.

### 2011 bis heute

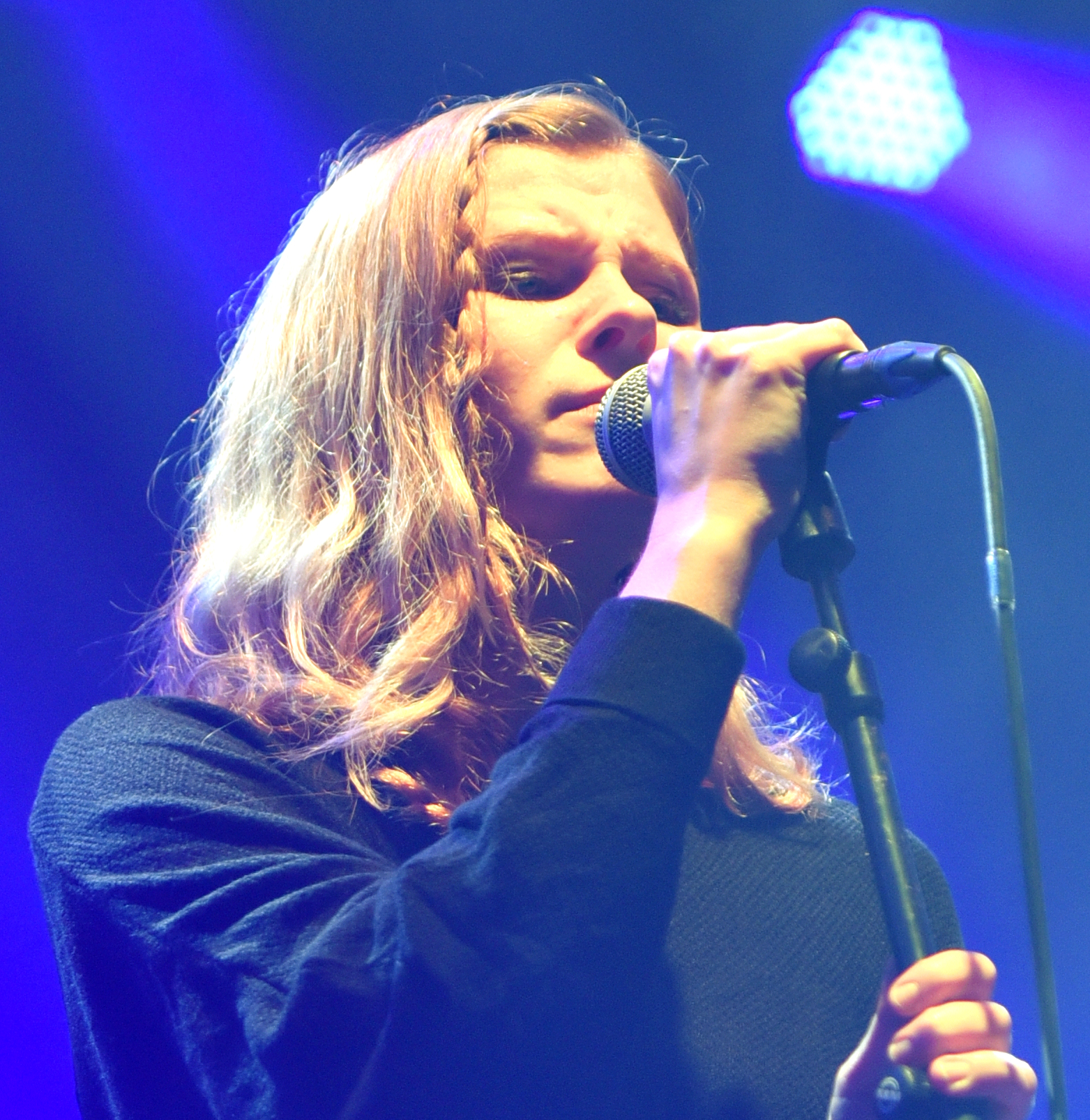
Hanna Antonsson beim Open Flair 2015

In den darauffolgenden Jahren verbrachte The Majority Says viel Zeit im Studio Kingside und arbeitete an ihren ersten Stücken, unter anderem ihrer ersten EP Best Night Ever, welche am 14. Februar 2012 veröffentlicht wurde. Erstmals aufgefallen ist die Band aber bereits 2011, da ihr Song 114 in einer TV-Kampagne für Viasat Film in Skandinavien gefeaturet wurde. Am 31. Oktober 2012 erschien – jedoch nur in Skandinavien – ihr Debütalbum Under Streetlights.
Das Sextett aus Schweden ging bereits in Skandinavien und Europa auf Tour, vor allem jedoch in Deutschland. Es erhielt Gelegenheit, auf einigen Festivals wie dem SXSW (Texas), dem Reeperbahn Festival und der Berlin Music Week (Deutschland), dem Bergenfest (Norwegen) und dem Peace & Love (Schweden) zu spielen.
Ihre Songs wurden für die US-amerikanische TV-Serien Pretty Little Liars und The Real L Word verwendet. Auch die amerikanische Mode-Marke Houghton NYC setzte den Song Kings of the Night in einer Kampagne für ihre Frühlings-Kollektion 2013 ein. Dadurch konnte The Majority Says auch in den USA ihre Bekanntheit steigern. Außerdem produzierte die Band im Juni 2013 ein Cover des Songs Little Things der Boygroup One Direction für Werbeanzeigen der Supermarkt-Kette Lidl. Am 6. Dezember desselben Jahres folgte die zweite EP Between Love and Simple Friends.
Das zweite Album von The Majority Says erschien im August 2014.

## Diskografie

### EPs
- 2012: Best Night Ever (Skandinavien)
- 2013: Between Love and Simple Friends

### Alben
- 2012: Under Streetlights (Skandinavien)
- 2014: The Majority Says

### Singles
- 2011: Kings of the Night
- 2011: Trouble
- 2012: 114
- 2013: Where Is the Line
- 2014: Run Alone